# Onthophagus javaecola
Onthophagus javaecola är en skalbaggsart som beskrevs av Vladimir Balthasar 1959. Onthophagus javaecola ingår i släktet Onthophagus och familjen bladhorningar. Inga underarter finns listade i Catalogue of Life.